# آلفين براون
آلفين براون (بالإنجليزية: Alvin Brown)‏ (1 سبتمبر 1969 - ) هو ملاكم أمريكي، صنّف ضمن فئة وزن خفيف الوسط ‏.

## روابط خارجية
- آلفين براون على موقع بوكس ريك (الإنجليزية) (registration required)